# Burnus

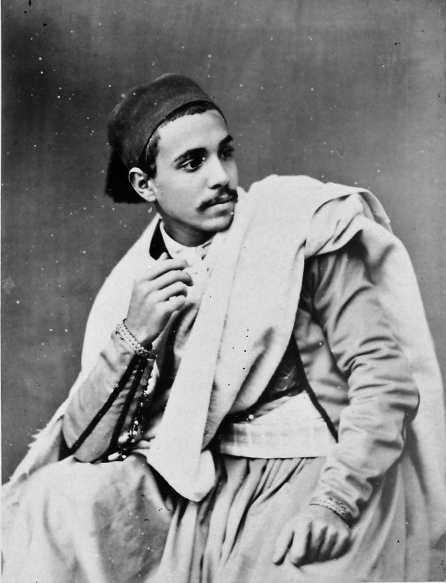
Alžířan s burnusem

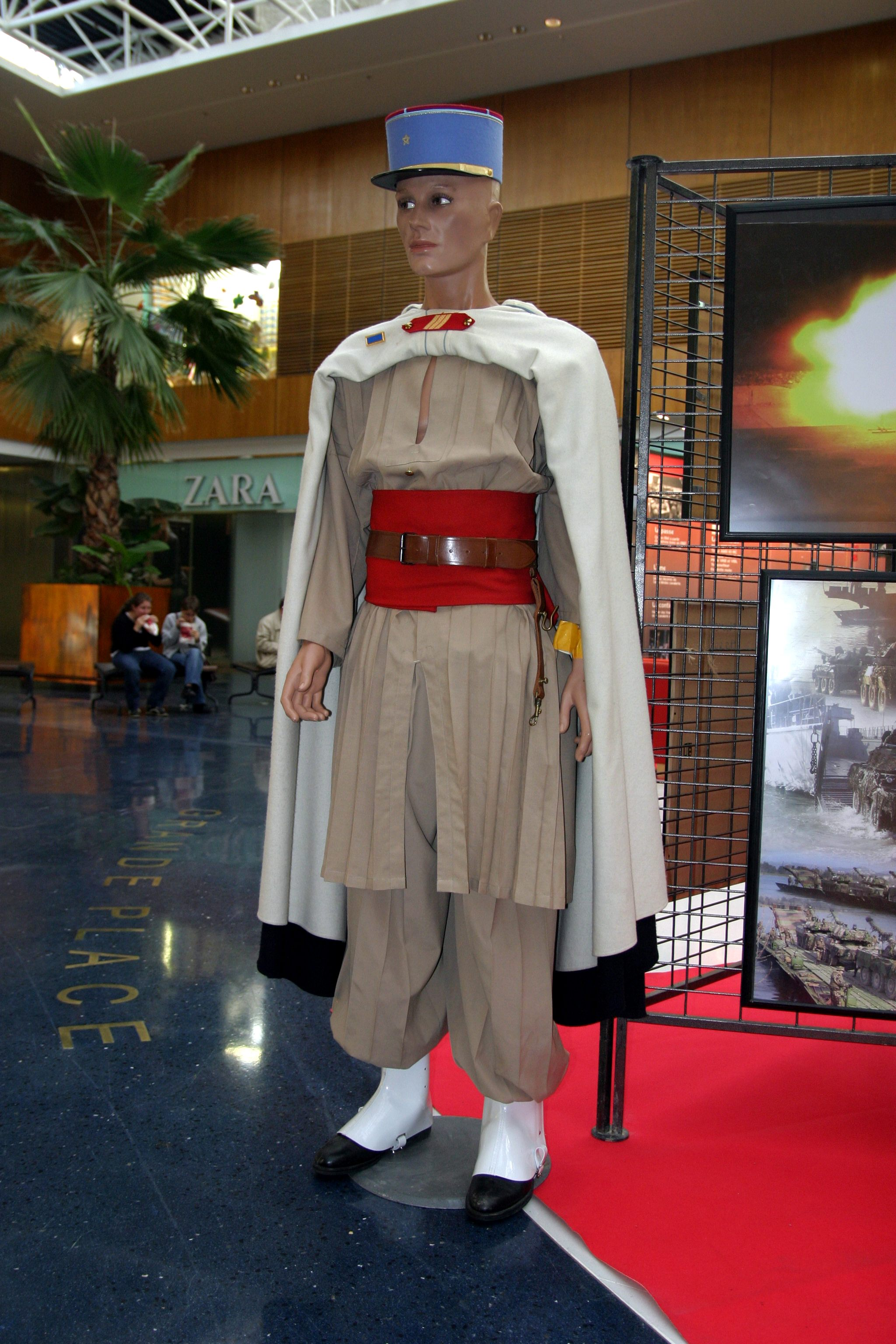
Francouzská Spahijská uniforma z roku 1960 s bílým burnusem

Burnus je dlouhý plášť s kapucí z hrubé vlněné tkaniny. Má obvykle bílou barvu. Nosí jej Berbeři a Arabové v celé Severní Africe.
Plášť se stal výraznou součástí uniforem francouzské koloniální armády Spahijských vojáků. Někdy jej také neoficiálně nosí důstojníci a vojáci z jiných jednotek v Severní Africe. Burnus zůstal součástí uniforem jediného ze zbývajících Spahijských pluků Francouzské armády, 1er Régiment de Spahis Marocains.
Další označení pro burnus jsou bournous, albornoz, sbernia, sberna a bernusso.